# 嘉信理財集團
嘉信理財集團（Charles Schwab Corporation，：SCHW）位於美國加州舊金山，為一間經營經紀業務與銀行業務之理財公司。

## 历史
由查爾斯·施瓦布（Charles R. "Chuck" Schwab）於1971年創辦，名稱為First Commander Corporation，當時僅為在地經紀商與投資通訊出版商。於1973年，以創辦者查爾斯·舒瓦伯姓名改為現行名稱（「嘉信」為該公司正式中文名）。該公司於1975年5月1日開展折扣經紀商業務，後來成為世界上大型規模折扣經紀商之一。
嘉信理财目前是美国最大的在线券商，管理资产达6兆美元，公司市值达547亿美元，拥有大约2800万个活跃经纪账户。
从2019年10月7日开始，嘉信理财将取消美国和加拿大上市股票、ETF和期权的交易佣金。
2020年7月1日，嘉信理财公司收购了 Wasmer, Schroeder & Company，这是一家独立管理账户的固定收益独立投资经理，管理着 107 亿美元的资产。
2020年5月26日，嘉信理财公司以18亿美元现金收购USAA的投资管理账户。
2019年11月26日嘉信理財以全換股方式收購德美利証券(TD Ameritrade)每股德美利証劵可換取1.0837股嘉信理財股份，相當於每股52.23美元，涉及金額260億美元，完成收購後，新公司將擁有2800萬個客戶，管理客戶資產總值達6萬億美元，嘉信原股東持有69%新公司股份，德美利則持有31%。現時擁有德美利42.7%股份的加拿大多倫多道明銀行將持有新公司13%股權。